# 哆啦A梦角色列表
多啦A夢角色列表為《多啦A夢》所有相關作品（包括漫画、電視動畫及真人化版本）的登場角色介紹，另日本以外地區的配音員資訊均以朝日電視台版本為主。

## 主要角色
哆啦A夢（Doraemon）
本作主角，於2112年9月3日出產於日本東京的松芝工廠，22世紀的藍色貓型機器人。喜歡的食物是銅鑼燒。弱點是害怕老鼠。常被人以為是狸貓，引起哆啦A夢的不滿。體色原是黃色，因為失去原生的耳朵（被機器鼠咬掉），後來成藍色的原因有兩個設定：《哆啦A夢百科》提及是被機械老鼠吃掉耳朵後而嚇成藍色；《2112年哆啦A夢的誕生》則是耳朵不見，被當時的女友哆啦咪子取笑，本想喝元氣之素提振精神，卻誤喝下悲劇之素，結果大哭三天到把外層的漆都哭掉，顯現底下原本的底色藍色。在機器貓工廠是公認最後一名，原因是一次打雷把多啦A夢的一顆螺絲打掉，後因世修不小心觸碰電視拍賣的購買按鈕，使多啦A夢有了雇主；並為了改變野比世修的高祖父野比大雄的未來，因此前往過去照顧10歲的大雄，以改變野比家未來的命運。
|          | 版本和時期   | 版本和時期   | 配音員 |
| -------- | ------------ | ------------ | --- |
| 日本     | 日本電視台版 | 日本電視台版 | 富田耕生（1973.04－06）→野澤雅子（1973.07－09） |
| 日本     | 大山版       | 大山版       | 大山羨代（1979.04－2005.03） 黃色哆啦A夢：高橋和枝（1980）→橫山智佐（1995－1998）                                                                                               |
| 日本     | 水田版       | 水田版       | 水田山葵（2005.04－） 黃色哆啦A夢：水田山葵（2005） |
| 臺灣     | 大山版       | 小叮噹時期   | 電視版：林芳雪[1]→陳美貞[2]→邱佩轝[3]→陳美貞[4]（華視版）／孫若瑜→呂佩玉（巨童VCD版）／李明幸（錄影帶版） 電影版：于正昇（1980－1992，新潮社版）                                |
| 臺灣     | 大山版       | 哆啦A夢時期  | 電視版：陳美貞（1999年-2009年）／孫若瑜（短期代理） 電影版：陳美貞【國語版】／李明幸[5]【閩南語版】／林鈺婷【客家語版】                                                         |
| 臺灣     | 水田版       | 水田版       | 電視版：陳美貞 (2009年至令) 電影版：陳美貞【國語版】／李明幸[6]【閩南語版】／林鈺婷[7]【客家語版】                                                                              |
| 香港     | 大山版       | 大山版       | 電視版：林保全（1982－1991、1993－2005）／郭立文（1991-1992） 電影版：林保全／郭立文（1991）                                                                                    |
| 香港     | 水田版       | 水田版       | 電視版：林保全（2006－2015.01）→黃昕瑜（2015.05－） 電影版：林保全→黃昕瑜／楊婉潼（公映版，2021－）                                                                             |
| 中国大陆 | 大山版       | 叮当時期     | 電視版：团团（廣電版） |
| 中国大陆 | 大山版       | 阿蒙時期     | 電視版：董浩→张璐→刘纯燕（央視舊版） |
| 中国大陆 | 大山版       | 哆啦A夢時期  | 電視版：张丽敏（央視新版）／李晔（上海版）／梁颖（广东版） 電影版：张丽敏（1996、2000）                                                                                         |
| 中国大陆 | 水田版       | 哆啦A夢時期  | 電影版：曾丹（2006－2008）／梁颖（2009－2014）／刘纯燕（SBM1、2018）／山新（2016、2017、2022、2023、2024、2025）／陳美貞（2019、2020、SBM2） 电视版：陈怡（央视动漫集团引进版） |
野比大雄（Nobi Nobita）
本作另一位主角，8月7日出生。原作為小學4年級的學生，動畫版為小學5年級。哆啦A夢負責照顧的對象。又笨又懶，功課、體育也不好，由於膽小、懶惰而常受師長的責罵及同學的霸凌。但本性（心地）善良，在電影版常有耀眼表現，也熱愛大自然。擅長的項目有射擊、翻花繩和快速入睡。喜歡靜香。
|          | 版本和時期   | 版本和時期   | 配音員 |
| -------- | ------------ | ------------ | --- |
| 日本     | 日本電視台版 | 日本電視台版 | 太田淑子（1973.4－9） 童年時期：太田淑子（1973.6） |
| 日本     | 大山版       | 大山版       | 小原乃梨子（1979.4 - 2005.3） 童年時期：小原乃梨子（1979.5－1994.4）→大本真基子（2000.3 - 2004.3） 青年時期：三橋洋一（1979）→小原乃梨子（1980.8－1981.10；1999.3 - 2004）→鹽屋浩三（1984.10）→廣森信吾（1987.12－1989.5）→大川透（2005.3） 嬰兒時期：小原乃梨子（1979.7 - 1987.10）→松本幸（2002.3）  |
| 日本     | 水田版       | 水田版       | 大原惠（2005.4－） 青年時期：川中子雅人（2005.8）→堀秀行（2006.4－）、大原惠（2011.3、2014）、妻夫木聰（2014.8、2020.11） 幼年時期：門脇舞以（2005.4 - 2007.4）→大原惠（2008.4－）→寺崎裕香（2021.2）、川原瑛都（2020.11） 嬰兒時期：大原惠（2008.4 - ）、守屋樂彌（2020.11）                          |
| 臺灣     | 大山版       | 小叮噹時期   | 電視版：靳東美[1]→馮友薇[8]（華視版）／馮友薇（巨童VCD版）／汪世瑋（錄影帶版）／陳美貞（不明電視台） 電影版：馮友薇（1980－1982）→李映淑（1983－1992） |
| 臺灣     | 大山版       | 哆啦A夢時期  | 電視版－少年：楊凱凱／姚敏敏（短期代理） 電影版－少年：楊凱凱【國語版】／馮嘉德[9]、林凱羚[10]【閩南語版】／徐敏莉【客家語版】 電視版－成年：于正昌／劉傑 |
| 臺灣     | 水田版       | 水田版       | 電視版－少年：劉如蘋（ep.1－52）→劉凱寧（ep.53－208）→林筱玲（ep.209－） 電影版－少年：楊凱凱（大部分電影版）；劉如蘋（2006公映版、2008）；陶敏嫻（2009、2011）【國語版】／楊凱凱[6]【閩南語版】／徐敏莉[7]【客家語版】 電視版－成年：宋克軍→李世揚→梁興昌 電影版－成年：宋昱璁（SBM1）→賈文安（SBM2） |
| 香港     | 大山版       | 大山版       | 電視版－少年：曾慶珏（1982－1991；2006-2007）→盧素娟（1991—2006）→陸惠玲（2009—）／謝月美（歷紹行版） 電影版－少年：盧素娟→曾慶珏 |
| 香港     | 水田版       | 水田版       | 電視版－少年：陸惠玲 電影版－少年：曾慶珏（2006—2007）→陸惠玲（2008—）／曾慶珏（公映版，2021－） 電視版－成年：劉昭文（2005年-2018年）→陳卓智（2024年10月-） 電影版－成年：黎景全（SBM1、SBM2公映版）；張方正（SBM2TVB配音版）                                                                         |
| 中国大陆 | 大山版       | 叮当時期     | 電視版：堡堡（廣電版） |
| 中国大陆 | 大山版       | 阿蒙時期     | 電視版：王麗華→腾腾、王羊（小部分集数）／张璐（小部分集数）（央視舊版） |
| 中国大陆 | 大山版       | 哆啦A夢時期  | 電視版：伍凤春（央視新版）／姚培华（上海版）／祖丽晴（广东版） |
| 中国大陆 | 水田版       | 哆啦A夢時期  | 電影版－少年：黄笑嬿（2006－2008）／伍凤春（SBM1、SBM2）／黎筱濛（2016、2017、2023、2024丶2025）→腾腾（2018）→纪艳芳（2019）→黃笑嬿（2020）→常蓉珊（2022）／王晓燕（CCTV-6，梦幻三剑士） 電影版－成年：韩庚（SBM1）→郝祥海（SBM2） 电视版：张楚（央视动漫集团引进版）                                  |
源靜香（Minamoto Shizuka）
5月2日生日。大雄的同學兼朋友，未來會成為大雄的女友並結婚，讀書成績優秀兼性情溫和，愛好和平，也是許多男生的憧憬對象和未來新娘。缺點是有洁癖（一天要洗三次澡），而且拉小提琴拉出的琴聲甚至比胖虎的歌聲还具有破坏力（最初設定並非如此）。
|          | 版本和時期   | 版本和時期   | 配音員 |
| -------- | ------------ | ------------ | --- |
| 日本     | 日本電視台版 | 日本電視台版 | 恵比壽真沙子（1973.04－09） |
| 日本     | 大山版       | 大山版       | 野村道子（1979.04－2005.03） 幼年時期：野村道子（1979.06－1994.04）→佐久間玲（2000.03） 青年時期：野村道子（1979.4 - 1999.3） |
| 日本     | 水田版       | 水田版       | 嘉數由美（2005.04－） 幼年時期：嘉數由美（2008.08－） 青年時期：嘉數由美（2005.4 - ） |
| 臺灣     | 大山版       | 小叮噹時期   | 電視版：許淑嬪[8]（華視版）／敖冰欣（巨童VCD版）／龍顯蕙（錄影帶版） 電影版：李宛鳳（1980－1982）／呂佩玉（1983、1985、1987－1992）／謝佼娟（1984、1986）                                                                                |
| 臺灣     | 大山版       | 哆啦A夢時期  | 電視版：許淑嬪／丘梅君（短期代理） 電影版：許淑嬪【國語版】／詹雅菁[9]、王瑞芹[10]【閩南語版】／王旻瑛【客家語版】 |
| 臺灣     | 水田版       | 水田版       | 電視版：林美秀／穆宣名（代理，ep.365-468） 電影版：許淑嬪（大部分電影版）；林美秀（2006公映版、2008、2016）；黃珽筠（2009、2011）【國語版】／林慕青[6]【閩南語版】／徐敏莉【客家語版】                                                   |
| 香港     | 大山版       | 大山版       | 電視版：孫明貞（1982－1991）→梁少霞（1991—） 電影版：梁少霞 |
| 香港     | 水田版       | 水田版       | 電視版：梁少霞（2009年1月—2023年9月）→成瑤孆（2023年10月—） 電影版：梁少霞→成瑤孆／何凱怡（公映版，2022－） |
| 中国大陆 | 大山版       | 叮当時期     | 電視版：晓晓（廣電版） |
| 中国大陆 | 大山版       | 阿蒙時期     | 電視版：房露→唐亚男（小部分集数）→唐烨→陈立博（小部分集数）→王雪纯（央視舊版） |
| 中国大陆 | 大山版       | 哆啦A夢時期  | 電視版：陳青（央視新版）／姚培华（上海版）／邓玉婷（广东版） |
| 中国大陆 | 水田版       | 哆啦A夢時期  | 電影版－少年：詹佳（2006—2008）／周冬雨（SBM1）／C小调（2016、2017、2022、2023、2024、2025）／马晓骥（2018）／杨鸣（2019）／詹佳（2020）／李約珥（SBM2） 電影版－成年：张艾（SBM1）／鞏大方（SBM2） 电视版：马凡舒（央视动漫集团引进版） |
剛田武（Gouda Takeshi，香港臺灣通稱為胖虎）
6月15日生日，大雄的同學，綽號「胖虎」。身強力壯，擅長運動，喜歡唱歌和烹飪，水平極差卻不自覺。通常是唱歌，沒有人受得了（有一次更使全日本的電視機壞掉，多人送進醫院），如果加上烹飪則達到鄰近死亡邊緣，有次自食卻病倒了。有嚴重自我中心，經常欺負人（尤其是大雄和小夫），並袒護自己的妹妹。优點是勇敢、有正義感。
|          | 版本和時期   | 版本和時期   | 配音員 |
| -------- | ------------ | ------------ | --- |
| 日本     | 日本電視台版 | 日本電視台版 | 肝付兼太（1973.04－09） |
| 日本     | 大山版       | 大山版       | 立壁和也（1979.04－2005.03） 童年時期：立壁和也（1979.05－1994.04）→松本和香子（2000.3 - 2004.3） 青年時期：立壁和也（1981.10 - 1999.3） |
| 日本     | 水田版       | 水田版       | 木村昴（2005.04－） 童年時期：木村昴（2011.3 - ） 青年時期：木村昴（2007.4 - ） |
| 臺灣     | 大山版       | 小叮噹時期   | 電視版：胡大衛[2]→于正昇（華視版）／于正昇→楊少文（巨童VCD版）／李香生（錄影帶版） 電影版：徐健春（1983—1985、1987－1992）／沈光平（1986） |
| 臺灣     | 大山版       | 哆啦A夢時期  | 電視版：于正昇&于正昌（同時在任）／符爽（短期代理） 電影版：于正昇&于正昌（同時在任）【國語版】／林谷珍【閩南語版】／謝國玄【客家語版】 |
| 臺灣     | 水田版       | 水田版       | 電視版：宋克軍（ep.1－104）→梁興昌（ep.105－） 電影版：于正昇&于正昌（同時在任）；宋克軍（2006公映版、2008）；官志宏（2009、2011）【國語版】／林谷珍【閩南語版】／黃振尉【客家語版】 |
| 香港     | 大山版       | 大山版       | 電視版：馮志潤（1982—1991）→李智良（1991—1992）→郭志權（1993—2001）→陳卓智（2001—2005） 電影版： |
| 香港     | 水田版       | 水田版       | 電視版：陳卓智（2009—2015）→黃啟昌（2015.07—） 電影版：黃啟昌／陳卓智／簡懷甄 |
| 中国大陆 | 大山版       | 叮当時期     | 電視版：烨烨（廣電版） |
| 中国大陆 | 大山版       | 阿蒙時期     | 電視版：鲍大志、关海龙、李易、李立宏（央視舊版） |
| 中国大陆 | 大山版       | 哆啦A夢時期  | 電視版：汪译男（上海版）／张琳（广东版）／芯雯（CCTV少儿） |
| 中国大陆 | 水田版       | 哆啦A夢時期  | 電影版：吴磊（大雄的恐龙、大雄的奇幻大冒险、大雄与绿巨人传）→王磊（哆啦A梦：伴我同行）→Slayerboom（新·大雄的日本诞生、大雄的南极冰冰凉大冒险、大雄的宇宙小战争2021）→鲍大志（大雄的金银岛）→赵鑫（大雄的月球探測記）→刘垚(大雄的新恐龙) →童景（哆啦A梦：伴我同行2）→ 冯盛（哆啦A梦：伴我同行2，成年）→ 邢子皓（大雄与天空的理想乡、大雄的地球交响乐、大雄的繪畫世界物語） 电视版：苗霖（央视动漫集团引进版） |
骨川小夫（Honekawa Suneo）
2月29日生日，大雄的同學。顯示欲強，家境富裕，喜好賣弄、炫耀、耍小聰明，非常乞人憎的富家子。是除了大雄之外，自己也常會被胖虎欺負的角色之一，危機意識強，對於風險高的事易打退堂鼓。
|          | 版本和時期   | 版本和時期   | 配音員 |
| -------- | ------------ | ------------ | --- |
| 日本     | 日本電視台版 | 日本電視台版 | 八代駿（1973.04－09） |
| 日本     | 大山版       | 大山版       | 肝付兼太（1979.04－2005.03）／龍田直樹（1985.11－12，替代） 童年時期：肝付兼太（1979.5 - 1994.4）→關智一（2000.3） 青年時期：肝付兼太（1981.10 - 1999.3） |
| 日本     | 水田版       | 水田版       | 關智一（2005.4－） 童年時期：關智一（2007.4 - ） 青年時期：關智一（2011.3 - ） |
| 臺灣     | 大山版       | 小叮噹時期   | 電視版：于正昇[2]→官志宏（華視版／巨童VCD版／錄影帶版） 電影版：官志宏（1983、1985－1989、1991－1992）／魏伯勤（1984）／沈光嘉（1990） |
| 臺灣     | 大山版       | 哆啦A夢時期  | 電視版：劉傑／于正昌（短期代理） 電影版：劉傑【國語版】／陳余寬【閩南語版】／陳佾玄【客家語版】 |
| 臺灣     | 水田版       | 水田版       | 電視版：李世揚 電影版：劉傑；李世揚（2006公映版、2008）；李景唐（2009、2011）【國語版】／鍾少庭【閩南語版】／陳佾玄【客家語版】 |
| 香港     | 大山版       | 大山版       | 電視版：方煥蘭（1982—1992）→黃鳳英（1993—2005） 電影版： |
| 香港     | 水田版       | 水田版       | 電視版：黃鳳英（2009年1月—2012年1月）→林丹鳳（2013年2月—2023年11月）、黃鳳英（2022代配）→黃鳳英（2023年12月—） 電影版：黃鳳英／林丹鳳、李安邦（成年時期） |
| 中国大陆 | 大山版       | 叮当時期     | 電視版：军军（廣電版） |
| 中国大陆 | 大山版       | 阿蒙時期     | 電視版：腾腾、关海龙、赵欣、李智伟、尹永斌、李野墨、纪元（均为小部分集数，没有固定配音演员）（央視舊版） |
| 中国大陆 | 大山版       | 哆啦A夢時期  | 電視版：张惠（上海版）／邓玉婷、严彦子[來源請求]（广东版）／袁铭鸿（CCTV少儿） |
| 中国大陆 | 水田版       | 哆啦A夢時期  | 電影版：翟巍（2006—2008年剧场版）→马晓骥（哆啦A梦：伴我同行）→皇贞季（2016—2017年、2022一2025剧场版）→王丽华（2018年电影版）→牟珈论（2019电影版) →李正翔（2020电影版）→朱博宇（哆啦A梦:伴我同行2） →藤新（哆啦A梦：伴我同行2，成年） 电视版：尹颂（央视动漫集团引进版） |

## 親屬和家族

### 野比家
野比玉子
- 日本配音

通常時期：小原乃梨子（1973.04－09）→千千松幸子（1979.04－2005.03）→三石琴乃（2005.04－）
少女時期：千千松幸子（1979.07）→川上倫子（2000.03）→三石琴乃（2006.08－）
- 台灣配音

小叮噹時期：敖冰欣（巨童VCD）；許淑嬪（1996年－1999年）；李宛鳳（1980年—1982年電影版）；姜瑰瑾（1983年—1986年電影版）；華姍（1987年電影版）；呂佩玉（1988年—1992年電影版）
哆啦A夢時期：許淑嬪（大山版、電影版）；丘梅君（大山版代理、2009年電影版）；林美秀（水田版電視，第1-364集、第469集起，2006年首映版、2008年電影版）→穆宣名（水田版電視，第365集-第468集）；黃珽筠（2011年電影版）；邱佩轝（2016年電影版）
臺語版：傅暐霖（大雄的宇宙漂流記）；詹雅菁（大雄的貓狗時空傳）；楊慧玉（大雄的金銀島）
客語版：徐子雁（新大雄的大魔境）
- 香港配音：區瑞華（1982年-2010年）、蔡惠萍（1979年版代配）→（2010年-2019年：2005年版第121集起）許盈→袁淑珍、張頌欣（少女時期）（電視版）/陳安瑩（新大雄宇宙開拓史，新大雄與鐵人兵團起，《STAND BY ME 啦A夢 2》公映版）/周恩恩（大雄的人魚大海戰）/蘇青鳳（STAND BY ME 啦A夢）、袁淑珍（《STAND BY ME 啦A夢 2》TVB配音版）
- 中国大陸配音

叮当時期：兰兰
哆啦A夢時期：赵娜（廣東梁穎配音版）、黄笑嬿（上海李晔）、葉露（2006—2008、2020年剧场版）、林兰（哆啦A梦：伴我同行）→杨希（2016—2017年、2022—2023年电影版）→牟珈论（2018年电影版）→王晓巍（2019年电影版）→ 谷子（哆啦A梦：伴我同行2）→ 吕艳婷（央视动漫集团引进版）
- 美國配音員：Mari Devon

2月16日出生，大雄的媽媽，38歲。婚前名為片岡玉子，是動漫畫中，除了五位主角之外最常出現的人物，是一位勤勞的家庭主婦，然而性格卻相當保守，對於新產品及科技都不甚感興趣，常為家中赤字煩惱。小時候相當頑皮搗蛋，而且成績不太好、但成長之後頭腦聰明、成績優秀。婚後對於大雄、哆啦A夢以及野比大助的過失常加以嚴厲苛責（尤其是大雄），亦禁止飼養寵物（但也有在極少數因特殊情況而允許），但實際上很關懷家人，偶爾也會對大雄展露出溫柔慈愛的一面。只要有人（包括大雄的爸爸）破壞家中的和諧、安寧或環境整潔時就會大發雷霆。
野比大助
- 日本配音：村越伊知郎（1973年）→加藤正之（1979年4月—1992年10月）→中庸助（1992年10月—2005年3月）→松本保典（2005年4月—）

日本配音【少年時期】：小原乃梨子（1979年）→山田榮子（1984年—1985年）→小原乃梨子（1987年）→小林由美子（2005年）→大本眞基子（2009）→優希比呂（2010）、野澤雅子（大雄與奇跡之島）
- 台灣配音

小叮噹時期：胡大衛（1996年）；官志宏（巨童文化VCD，1983年電影版）；徐健春（1984年—1985年、1987年－1992年電影版）；沈光平（1986年電影版）
哆啦A夢時期：劉傑（大山版、除了2008年及2011年的电影版）；符爽、于正昌（大山版代理）；宋克軍（水田版電視，第1-104集，2006年首映版、2008年電影版）→梁興昌（水田版電視，第105集起）；官志宏（2009年及2011年電影版）；劉如蘋（少年時期，2012年電影版）；吳東原（2016年電影版）
臺語版：林谷珍（大雄的宇宙漂流記）；鍾少庭（大雄的金銀島）
- 香港配音：雷碧娜→沈小蘭→張頌欣（兒時，電視版），李致林（少年時期），梁曉峰(1980年—1988年)→張炳強(1989年—1991年)→梁耀昌(1991年—2001年）→潘文柏（2001年—2019年)→葉振聲(2021年—）、盧國權＆招世亮（代配）（電視版）/謝潔貞（兒時，大雄與奇跡之島）、張炳強（2005年版電影版）、李建良（STAND BY ME 啦A夢）、潘文柏（《STAND BY ME 啦A夢 2》公映版）、葉振聲（《STAND BY ME 啦A夢 2》TVB配音版）
- 中国大陸配音

叮当時期：庆庆
哆啦A夢時期：李團（廣東梁穎配音版）、桂楠（2006—2007年电影版）→胡智平（2008年电影版）→陈喆（2016年—2017年电影版）→赵鑫（2018年电影版）→王利军（2019年电影版）→ 张欣 (2020年电影版)→ 李铫 (2023年电影版)→ 杨天翔（央视动漫集团引进版）
- 美國配音員：Tony Oliver

1月24日出生，大雄的爸爸，36歲，動畫設定為昭和11年（1月24日）出生。
也可稱野比（日文︰），在1979年版動畫中，出現「野比野比助」之漢字。野比大雄的父親，朝九晚五的典型上班族，雙親中他較寵大雄，不過有時候也對大雄很嚴厲，甚至有時候會跟玉子一起責備他。他畫得一手好畫，得過畫賞，年輕時曾經有和某富商之女結婚就有能被捧為名畫家的機會，不過因為堅持「人生的路是要由自己闖出」而沒有接受，因而碰見現時的妻子（即大雄媽媽玉子）。有抽煙和喝酒的不良嗜好，多次戒煙不果。閒時愛去釣魚（不過技術不佳）、打高爾夫球（打得也不算好）和打麻將，汽車駕照也老是考不上。因他本身十分容易招風雨（度數為-8.5，另外大雄為-2，多啦A夢為+1.5，小夫為-7，靜香為+9，胖虎為+10），因打高爾夫球時經常都下雨，而被同事稱為「掃帚星」，時不時會成為哆啦A夢法寶的最終受害人。
早期的故事中，幼年的大助曾因二次大戰，要跟別的孩子和老師疏散到鄉下避難，由朝到晚都要耕作勞動，嚴苛的生活一度令大助打算投河自殺，幸好因為一位「白百合般的長髮少女」出現在河邊，並送給他一塊巧克力讓他重新振作，因此大助對巧克力有著一種特別的感情；不過，那位少女其實是乘時光機回到當時的大雄陰錯陽差下假扮而成的。（短篇動漫《好像白百合的少女》）
在電影版《大雄與奇蹟之島》當中，曾因時空導航員的出錯，把小孩時的野比大助誤送到奇跡之島。在那時以「馬雅」身份與大雄等人一起參與冒險，可是因失憶棒而忘記當時情景，在他的畫簿中，有一隻金黃色的甲蟲獨角仙，可作為當時的證明。
野比雄助
- 日本配音：小原乃梨子（1979年4月—2005年3月）→龜井芳子（2005年4月—）
- 台灣配音

哆啦A夢時期：陳美貞→楊凱凱（1979年版）、錢欣郁（1979年版代理）→姚敏敏（2005年版）
- 香港配音：袁淑珍（1982年-1991年）、雷碧娜（1991年-今）
- 中国大陸配音：鄧紅（1979年版：廣東梁穎配音版）[來源請求]

大雄與靜香的兒子，其名原文一般作「ノビスケ」，名字直譯為野比大助（即和祖父相同），但在动画版『時光膠囊』（タイムカプセル）中作「ノビオ」。台灣又譯作雄介/雄之介/小明，大陆又翻译成小雄。長相與大雄很像，學習能力和大雄一樣差，但個性不同較為外向粗暴，體育神經與打架能力極佳，比大雄以及同輩要好，經常欺負胖虎和小夫的兒子。大雄和哆啦A夢到未來想要去看大雄的未來太太是誰，結果被雄助當成是要冒充他的外星人而揍了兩人一頓。有一次因為不滿爸爸，還用時光機離家出走到20世紀的大雄家來。還跟胖虎打了一架不分上下，胖虎很欣賞他，和他一起打棒球，幫球隊獲勝。野比雄助在45年后会结婚，和妻子坐航天飞机到月球去作蜜月旅行（〈45年后〉）之后会至少有一个儿子，設定上野比雄助和女同學小緣（在迷你哆啦SOS中登場）结婚。
多啦美（ドラミ）Dorami 中文舊稱小叮鈴、哆啦咪。
- 日本配音：橫澤啟子（1979年4月—2005年3月）→藤本千秋（2006年9月—）
- 台灣配音

小叮噹時期：謝佼娟（1984年電影版）、呂佩玉（1988年電影版）
哆啦A夢時期：許淑嬪（1979年版）、雷碧文（水田版電視，第53集-181集）→連思宇（水田版電視，第182集起）、姚敏敏（2008年電影版）、陶敏嫻（2009年及2011年電影版）、李昀晴（2016年電影版）
- 香港配音：周婉侶（1982年-1991年）→曾佩儀（1991年-1992年）→林元春（1993年-今）／鄭麗麗（電影版）
- 中国大陸配音：黄怡晴（2007—2008年电影版）、小祈（2016—2017年电影版）、乔诗语（廣東梁穎配音版）→ 张耀元（央视动漫集团引进版）
- 美國配音員：Wendee Lee

喜歡的食物:蜜瓜包/菠蘿麵包；討厭的食物:沒有
2114年12月2日出生，哆啦A夢的妹妹，居住在22世紀，由於哆啦A夢被咬掉耳朵後跟其他同學不一樣，導致常常被嘲笑，因此博士特別為他設計一個妹妹來安慰他，為了避免讓哆啦A夢想到耳朵的事，還特地幫哆啦美把耳朵改裝成蝴蝶結。雖然與多啦A夢使用同一瓶機油，但哆啦美使用的是濃油，因此，性能比哥哥強很多，多次在哥哥和大雄遇到危險的時候拯救他們。是在22世紀服務於野比家的機器人，但若哆啦A夢需要前往工場維修或有重要事要外出，她也會前往20世紀來代替哆啦A夢照顧大雄。喜歡吃蜜瓜麵包(台譯：菠蘿麵包)。弱點是害怕蟑螂。在大長篇中有時也會擔任類似後援隊或在緊要關頭伸出援手的角色。
野比世修（のび せわし） Nobi Sewashi
- 日本配音：山本圭子（1973年）→太田淑子（1980年1月—2005年3月）→松本幸（2005年8月—）
- 台灣配音

哆啦A夢時期：楊凱凱（1979年版、2013年和以前的電影版）→姚敏敏（水田版電視，前52集）→雷碧文（水田版電視，第53-181集起）、劉如蘋（STAND BY ME 哆啦A夢）
- 香港配音：早年不設固定配音員（區瑞華、陸惠玲等配音員曾經參與）→黎桂芳（2004年-2007年）→謝潔貞（2007年-2010年）→張頌欣（2010年-今：2005年版124集起）/郭碧珍（STAND BY ME 啦A夢）
- 中国大陸配音：李旭喬（1979年版：廣東梁穎配音版）[來源請求]

也可譯為（台灣1979年版動畫），香港舊譯小帆、舍華斯，現譯小雄或世修。台灣大然版舊譯小雄，中国大陆上海配音版翻译为阿忙，台灣、中國大陸現譯世修，美譯Soby
大雄的玄孫，2114年生。回到20世紀首次見到大雄時，稱他為「爺爺的爺爺（台灣大然版）/高祖父(台灣青文版)」，之後略稱「爺爺(祖父)」（台版動畫有時也出現過「曾祖父」的稱呼）。大雄也稱他為孫子。在野比家族里他是唯一一个名字裡不带「伸（のび）」的。根据记载，2125年他11歲，但没有可确定的资料可说明他出生于2114年（另有記載稱他生於2115年）（比多啦A夢年幼2年，與多啦美同年）。
早期設定中，除了没有眼镜外，世修的长相与大雄完全相同（導致動畫裡出現過大雄媽媽錯認，把原先大雄的點心給他，還疑惑怎麼有兩個大雄的情節）。
根据漫画中的描绘，其性格较溫柔文雅，個性也較大雄為成熟穩重。在哆啦A夢中篇故事《哆啦A夢的重生之日》中，顯得比大雄更怕事。世修经常称呼大雄為「爺爺」，但大雄非常讨厌这么叫他。首次見到靜香時更稱呼她為「奶奶」（台版有時也出現過「曾祖母」的稱呼），靜香因為對未來成為大雄的妻子还不知情，而覺得他沒禮貌。根據現在的正式設定《2112年哆啦A梦的誕生》，世修与哆啦A梦在很小的时候就认识了，長相與早期設定不同。在机器人选拔大会上，因为嬰兒時期的世修误按OK按扭，哆啦A梦才得以成为野比家的机器人。而哆啦A梦到大雄那邊之後，世修大部分时间都与哆啦美在一起並由她負責照顧。
根據第一卷《從未來之國而來》，由于大雄欠了一屁股债，一百年也沒還清，以至于世修每年压岁钱才50日圓（台灣大然版譯為10元）。为了改变悲惨的命运，世修将哆啦A梦送到大雄所生活的年代，也开始了哆啦A梦这部漫画故事。
大雄的奶奶（祖母）（のび 太のおばあちゃん）Nobita's grandmother
- 日本配音：不明（1973. 6）→峰あつ子（1979. 7）→高村章子（1986. 1—2005. 3）→まるたまり（2006. 6. 16）→羽鳥靖子（2006. 6. 30）
- 台灣配音

哆啦A夢時期：陳美貞（1979年版）；林沛笭（2012年電影版）；馮嘉德（STAND BY ME 哆啦A夢 2）
臺語版：李明幸（大雄的貓狗時空傳）
- 香港配音：蔡惠萍→雷碧娜、王慧珠（《STAND BY ME 啦A夢 2》公映版）、雷碧娜（《STAND BY ME 啦A夢 2》TVB配音版）
- 中国大陸配音：田奉麗（1979年版：廣東梁穎配音版）[來源請求]

伸助之母，大雄的奶奶（祖母），本名不詳。在大雄就讀幼稚園時過世，生前與大雄同居時照顧大雄，是名非常慈祥的婦女。常勸丈夫對兒子溫柔一點。唯一相信及接受小學時的大雄能跨時空探訪，並且偶然會接觸小學時的大雄的家人。
大雄的爺爺（祖父）野比伸流（ Nobi Nobiru）
- 日本配音：不明（1979. 10）→龜井三郎（1987. 11）→川久保潔（1979. 10）→龜井三郎（2002. 10）→菅原淳一（2006. 6）→加藤精三（2010）
- 香港配音：源家祥→盧國權

伸助之父，大雄的爺爺（祖父），姓名是水田版設定。大雄出生前已過世。個性表面上嚴厲刻板，常常訓練兒子希望他堅強，私底下常做出疼愛兒子的舉動，對伸助的童年有著十分深刻的影響。做事常常露出馬腳，而他人發現時總是一笑置之。
野比伸郎
- 日本配音：村松康雄（—2005年3月、2017年7月）→橋本晃一（2006年11月）
- 香港配音：劉昭文

大助之弟，大雄的叔父。曾經被設定為伸助的堂兄弟，但現在已經被小學館正式確定為弟弟。曾因前往印度很長時間，而給大雄數年份的零花錢（22卷『稅金鳥）。在描寫戰爭悲劇的名作短篇『大象和叔叔』裡有重要登場。由於年代問題，在朝日動畫版的『大象和叔叔』就被一名在動物園的老伯伯取代。在作品后期有不再戴眼鏡，改為隱形眼鏡（42卷〈一半的一半的一半〉）。
片岡玉夫（ Kataoka Tamao）
- 日本配音：不明（1979年8月）→不明（1983年6月）→桜井敏治（2005年11月）
- 香港配音：郭志權（大山版）、陳永信（水田版）

玉子之弟，大雄的舅父。和玉子一様有戴眼鏡。擔任汽車公司的營業員（32卷〈探測想要的東西〉）。性格認真和善，但比較軟弱，而且拙言。
在2005年版動畫第215集《小夫剪髮記》中客串出現。
迷你哆啦（ミニドラ）
(美國版本稱Mini-Doras)
- 日本配音：北川智繪（1990年4月）→佐久間玲（1994年3月—2005年3月）→あかいとまと（2005年10月—？）→金元寿子（2017年—）
- 台灣配音

哆啦A夢時期：許淑嬪（1979年版）、林美秀（水田版電視）、穆宣名（橘色，2018年電影版）、汪世瑋（黃色，2018年電影版）
臺語版：曾莉婷（紅色，2018年電影版）、林慕青（橘色，2018年電影版）、楊慧玉（黃色，2018年電影版）
- 香港配音：黃麗芳（大山版綠色）、林元春（大山版黃色）、袁淑珍（大山版紅色）、鄭麗麗（水田版紅色）
- 中国大陸配音：鄧紅（1979年版：廣東梁穎配音版）[來源請求]
- 美國配音員：Cristina Valenzuela

為紀念哆啦A夢抓住時光罪犯而批量生產的迷你版，也是哆啦A夢的道具之一，收納在四次元口袋中。
在1973年雑誌『幼稚園』3月號掲載的故事中登場。
原先是大量生產，但後期（2004年—）常登場的只有紅、黃、綠色三個。身高30cm，也算是一個道具，是貓型機械人的迷你版。通常待在多啦A夢的四次元口袋。多啦A夢有7個迷你哆啦，每個迷你哆啦也有不同顏色，出現得最多的是紅色，其次是黃色和綠色。多啦美亦擁有迷你多啦。一般的貓型機械人都有耳朵，因此一般的迷你哆啦也有耳朵（如哆啦利鈕的迷你多啦足球隊就是十一個有耳朵的綠色貓型機械人）。後來因為哆啦A夢幫助時空警察捉拿犯人（純粹巧合），有關單位為了紀念，生產了限量版的迷你哆啦。當時的多啦A夢已經失去耳朵，因此這批迷你哆啦也就沒有耳朵。
漫畫裡他們只會說一些簡單的字眼；動畫版中我們只能聽到他們「哆啦、哆啦」的叫著（在日語原版動畫中的叫聲為「哆啦啦」），但大雄等人卻能理解他們的說話。假如不了解時，會服用翻譯糕。迷你哆啦有多啦A夢常用道具的迷你版本。但也有多啦A夢可能沒有的道具，如溫泉蛋、貓之手等等。但因為太小了，不適合人類使用。
跟多啦A夢一樣，最喜歡吃銅鑼燒。對美食無法抗拒，有一次紅色迷你多啦為了一枝棒棒糖，答應幫助大雄裝病，也偷吃過多啦A夢的豆沙包（一件不留）。在迷你哆啦與貓之手一集，三個迷你哆啦吃了大約十串的串燒（雖然只吃肉）。迷你哆啦還被設定為能識別並修改或修復機器內部結構的道具。
在電影版《大雄與白金迷宮》中，哆啦A夢在被拷問時遭到嚴重破壞，大雄將紅色迷你哆啦縮小後由哆啦A夢的鼻子處送入哆啦A夢體內，並成功修復了哆啦A夢；在對付叛變首領納波基斯特拉時，哆啦A夢以彈弓將攜帶病毒程式的迷你哆啦送入納波基斯特拉口中，並成功植入病毒，消滅了獨裁者及其叛軍。在漫畫《多啦A夢生病了?》中，哆啦美用迷你哆啦為不肯做身體檢查的多啦A夢進行修復工作。動畫1979年版的迷你哆啦A夢的配音員有在1989年的電影版《哆啦美！迷你哆啦SOS！！》（ドラミちゃんミニドラSOS!!）和1990年4月6日的播放的TV動畫《哆啦A夢生重病！》中声演。

### 源家
源美智子（源美智子）
- 日本配音：よこざわけい子（1979年4月—1981年8月）→松原雅子（1981年8月—2005年3月）→折笠愛（2005年4月—）
- 台灣配音【小叮噹時期】：李映淑（電影版）

台灣配音【哆啦A夢時期】：陳美貞（大山版、水田版电影）→姚敏敏（水田版電視，第1集-第52集）→雷碧文（水田版電視，第53集-第156集）→連思宇（水田版電視，第157集起）
- 香港配音：姚天麗（1982年-1991年）、蔡惠萍（1991年-2019年）、黃玉娟（代配）→劉惠雲（2022年-）
- 中国大陸配音：崔冰（1979年版：廣東梁穎配音版）[來源請求]

性格和善，但在教育方面嚴厲，有時也會嚴厲斥責靜香（吃飯的時候說話、盤腿坐著等），靜香考試考85分也會罵。
期待靜香未來能成為一個鋼琴家，但也因此帶給靜香不小的壓力。
對她來說最重要的東西是源義雄送給她的珍珠項鏈（28卷〈製造珍珠的珠母貝盒〉），為了送給將來長大成人的靜香作為結婚嫁妝。
源義雄
- 日本配音：不明（1979年5月）→加藤正之（1979年11月—1980年3月）→池田勝（1981年10月）→久米明（1999年3月）→（2005年7月—）／原田瞳（少年，2011年）
- 台灣配音【哆啦A夢時期】：康殿宏（STAND BY ME 哆啦A夢）
- 香港配音：蕭徽勇（2009年-）（水田版）、張頌欣（童年）（2005年版）/陳旭恆、李忠強（STAND BY ME 啦A夢）
- 中国大陸配音：趙然（1979年版：廣東梁穎配音版）[來源請求]
- 真人版演員：三浦友和（豐田汽車廣告）[19]

靜香的父親，上班族。是胖虎、小夫和靜香的父母中，唯一一個可確定姓名的，但登場不算太多。在漫畫/動畫版中不同時期的造型不太統一，有時會被畫成像大雄老師的造型，在《大雄的結婚前夕》有最多著墨。
保露
- 日本配音：不明（1979.11）→千叶一伸 (2006.5)

靜香飼養的小狗，曾經因老年重病而喪生，後來給多啦A夢救回。
源天賜
- 日本配音：森田千明
- 台灣配音【哆啦A夢時期】：于正昇
- 香港配音：林丹凤
- 中国大陸配音：

靜香的堂弟，登場於動畫第1558话「我的火車組合」，非常喜歡火車，也非常喜歡收集世界各地的火車照片。

### 剛田家
小珠／胖妹／剛田技子（ジャイ子（ジャイこ）Gouta Jyaiko），美譯Little G。
- 日本配音：不明（1973年5月）→太田淑子（1979年4月）→青木和代（1980年1月—2005年3月）→山崎バニラ（2005年6月—）→山田ふしぎ（2012年2月—）
- 台灣配音【哆啦A夢時期】：許淑嬪（大山版）、錢欣郁、陳美貞（大山版代理）→林美秀（水田版電視，第1集-364集）、陳凱莉（STAND BY ME 哆啦A夢）
- 香港配音：袁淑珍（1982年-1992年）、雷碧娜（1996年-今）/賴芸芬（STAND BY ME 啦A夢）
- 中国大陸配音：陸雙（1979年版：廣東梁穎配音版）[來源請求]
- 美國配音員：Minae Noji
- 真人版演員：前田敦子/鈴木梨央（女兒）[22]（豐田汽車廣告）

7月19日出生，胖虎的妹妹，香港舊譯「沙子」、「技蘭」及「技子」，現譯「胖妹」；台灣大然版漫畫譯「阿花」，青文版譯「胖妹」，電視播出又稱「小珠」、「小花」。故事第一話即登場，同樣是和大雄等人從幼稚園起就認識的青梅竹馬，但故事中後期與大雄等人接觸的場合不多。原作本身並沒有確認「技子」是否是本名（因為哥哥"技安"(Giant)本身是綽號，而"技子"貌似也同樣是綽號），但作者至過世之前沒有表態澄清(有說法是作者藤子·F·不二雄故意不替她取名，以免同名的女孩子受到欺負。)，不過新版動畫即是以「技子」為本名。
在歷史改變前，曾是大雄的預定結婚對象，並與之育有6位子女。早期設定中技子與哥哥同樣有暴力傾向，但在後期設定中技子性格較為溫和明理
興趣是創作少女漫畫，以（克莉斯丁·剛田）之筆名發表作品，經常會戴著畫家帽，而所畫的漫畫之水準，初期似乎不好，但隨故事發展而漸具水準，甚至在漫畫新人獎落選後得到編輯的注意、「與漫畫同好會自費出版的同人誌（《彩虹妹妹》）將來在二手書店有十萬日元以上的身價」等情節肯定她的漫畫才能；漫畫作品包括「我的哥哥」等；喜歡畫少女漫畫，對自己的實力也不是很有信心，一遇到挫折就會非常沮喪和失落，因此胖虎常強迫其它同學買她的漫畫，誇獎她的作品，以此來增強她的信心。
除此以外，她製作的咖哩十分出色，得到了大雄等人的讚賞，更被咖哩評論家評作「國寶級咖哩」的美譽。（《恐怖的胖妹咖喱》）
雖然曾是大雄的可能結婚對象，但後期劇情對未來的影響力較常被提到的是出木杉與靜香的關係。劇情未交待歷史轉變後技子情歸何處，但後期與男性朋友茂手感情十分良好。
胖虎的母親（ジャイアンの母）（Gian's Mother）
- 日本配音：青木和代（1979年4月—2005年3月）→竹內都子（ピンクの電話・2005年4月—）
- 台灣配音【小叮噹時期】：馮友薇、謝佼娟、呂佩玉（1987年電影版）

台灣配音【哆啦A夢時期】：楊凱凱（大山版）、姚敏敏（大山版代理）、劉如蘋（水田版電視，前52集）→劉凱寧（水田版電視，第53-208集）→林筱玲（水田版電視，第三代）→連思宇（水田版電視，第四代）、陳美貞（2009年電影版）、王貞令（STAND BY ME 哆啦A夢）、張雅婕（2016年電影版）
台灣配音【臺語版】：李明幸（大雄的貓狗時空傳）
- 香港配音：周婉侶（1982年-1991年）、姚天麗（1991年-1992年）、沈小蘭（1994年-今），劉惠雲（新大雄的宇宙開拓史）/葉嘉敏（STAND BY ME 啦A夢）
- 中国大陸配音：廖春玉（1979年版：廣東梁穎配音版）[來源請求]
- 美國配音員：Jessica Gee

剛田家商店（朝日电视台版動畫店名為「剛田雜貨店」（1979年—2005年3月）→「剛田商店」（2005年4月—））的店主。在日本電視台版動畫中被设定为已過世。
雖然和胖虎一樣強壯，但她的性格明理，每當得知兒子欺負同學，她就會以嚴厲的方式教訓胖虎（但她棒打管教的行為很不妥，也是導致胖虎有暴力傾向的原因之一），如同大雄母親玉子一樣。亦因為其樣子比較兇，其亦是大雄同輩和多啦A夢非常懼怕的人，雖然未曾罵過胖虎以外的小孩。她也經常叫胖虎留下來看店或外出送貨，因此胖虎常常找機會逃避這些雜事，或推給大雄或小夫來做。雖然表面經常呵斥胖虎，甚至棒打管教，並經常命令胖虎看店送貨，但內心深處是十分著緊胖虎（寄居的胖虎）。
胖虎的父親（ジャイアンの父）（Gian's Father）
- 日本配音：不明（1973月）→加藤正之（1979年4月—1980年7月）→島香裕（1987年3月）→郷里大輔（1987年11月）→島香裕（1993年4月）

台灣配音【哆啦A夢時期】：劉傑、于正昇、于正昌（大山版）、周學禮、李世揚（水田版）
- 香港配音：林國雄（1987年-2017年）、招世亮（2018年-今）
- 美國配音員：Kirk Thornton

負責店外工作，登場機會極少，但已知是鎮上擁有最大力氣的男人。
（ムク）
- 日本配音：玄田哲章（1981. 12）→青木和代→（—2005. 3）
- 香港配音：梁偉德

胖虎的家犬，雜種狗，台灣電視播出又稱「酷哥」，是胖虎從橋下撿來的，從此成為剛田家的一員。性格猙獰。常追趕大雄或對大雄亂叫，而且還會撿垃圾、偷東西、隨地小便。性格與主人胖虎差不多，但也有膽怯的時候，會被小夫的暹羅貓嚇跑。
有時候在胖虎的逼迫下，被迫用兩只腳走路，甚至是做相撲，大多數由胖妹帶牠散步，平時胖虎很少帶牠散步。
剛田早紀（ごうだ ヤサシ Gouda Yasashi）
剛田家的遠房親戚，長期住在國外親人家的妹妹，但她的壞習慣是經常想些不可能出現的動物。
胖虎的阿姨
是胖虎母親的妹妹，長相與胖虎相似，只出現過一次。

### 骨川家
小夫的母親（スネ夫の母）
- 日本配音：高橋和枝（1973年）→鳳芳野（1979年4月—1991年3月）→横尾麻里（1991年4月—2005年3月）→高山南（2005年4月—）
- 台灣配音【小叮噹時期】：姜瑰瑾、呂佩玉（電影版）

台灣配音【哆啦A夢時期】：陳美貞
- 香港配音：李雁（1982年-1987年）、林丹鳳（1987年-1991年）、雷碧娜（1991年-今）、黃玉娟（代配）
- 中国大陸配音：陸雙（1979年版：廣東梁穎配音版）[來源請求]
- 美國版配音員：Dorothy Elias-Fahn

喜愛打扮、追求流行的主婦，十分疼愛兒子小夫，但相對也極重視教育。像大雄與小夫之間的關係，她經常購買的高價商品炫耀會令玉子(大雄媽媽)忌妒。
小夫的父親（スネ夫の父）
- 日本配音：不明（1973年）→加藤治（1979年4月—2005年3月）→肝付兼太一時期代役（1989年5月—1990年1月）→田中秀幸（2005年6月—）
- 台灣配音【哆啦A夢時期】：于正昇＆于正昌（大山版，同時在任）
- 香港配音：梁曉峰（1982年-1987年）→源家祥（1987年-2001年）→黃子敬（2001年-今）
- 中国大陸配音：鞠月斌（1979年版：廣東梁穎配音版）[來源請求]

公司的社長。人脈很廣，與許多公司社長為友，甚至在各地也有別墅。在劇中登場不多。
小吉
- 日本配音：二又一成（1984-2005年）→山崎巧（2005年—）
- 台灣配音【哆啦A夢時期】：于正昇＆于正昌（1979年版）
- 香港配音：馮錦堂（1982年-2001年）→李錦綸（2001年-2007年）→李致林（水田版）

小夫的表哥，與小夫的關係不錯，有一頭卷髮，其外型與小夫一家多有類同之處。正在念大學，經常到訪小夫家。多才多藝，擁有機械模型、攝影以及賽車旅遊等興趣，並經常教導小夫分享心得及送給他模型，也常常開車載小夫跟朋友出遊(但他的汽車的座常常只有四個，讓大雄沒辦法坐)，小夫常以脛吉教他的技巧與機會炫耀和欺負大雄，但在故事裡並不是主動欺負人的角色。他也曾經跟小夫一起用遙控飛機的魚雷跟大雄及哆啦A夢作對，最後二人被哆啦A夢和大雄以原子力潛水艇的魚雷轟沈二人的舢板。興趣是兜風。
骨川脛繼（ほねかわ すねつぐ Honekawa Sunetsugu）
- 日本配音：龍田直樹（1985）→甲斐田幸（2006）
- 台灣配音：于正昇→梁興昌
- 香港配音：沈小蘭

小夫的弟弟，又稱阿哲，台灣2005年版動畫又譯「小宇」。目前小學四年級。住在美國，因為住在美國的叔叔沒有子女，便送去美國作養子。早期被描寫成跟小夫一樣仗勢欺人的個性，後來被修改成崇拜小夫的善良性格。
小夫的曾祖母（スネ夫の曾祖母）
- 日本配音：堀絢子（1997）→真山亞子（2012）
- 台灣配音：連思宇
- 香港配音：袁淑珍

小夫的父親的奶奶（祖母），93歲。常說「說謊會被閻羅王拔舌頭」、「吃飽後睡覺會變的像牛一樣」、「說父母壞話嘴巴會歪掉」等話。喜歡吃甜食。

### 出木杉家
出木杉英才（或稱小杉）
- 日本配音

通常時期：白川澄子（1980.04－2005.03）→萩野志保子（2005.05－）
青年時期：納谷六朗（1981.10）→白川澄子（1999年電影「大雄的結婚前夜」）→大瀧進矢（2007）→萩野志保子（2011年「太雄的結婚前夜」）→阪口周平（2021）
- 台灣配音

小叮噹時期（通常時期、電視版）：胡大衛（1996年）；李直平（不明電視台）
小叮噹時期（通常時期、電影版）：姜瑰瑾（1984－1985）→呂佩玉（1988）→劉如蘋（2001）
哆啦A夢時期（通常時期、電視版）：于正昇&于正昌（大山版，同時在任）→姚敏敏（水田版第1－52集）→雷碧文（水田版第53－181集）→連思宇（水田版第182集－）
哆啦A夢時期（通常時期、電影版）：于正昌（2007）→姚敏敏（2008）→黃珽筠（2009）→于正昇（2010）→張舒婷（2012）→劉如蘋（2014）→王貞令（SBM1）→楊凱凱（2018）→李昀晴（2019）→許淑嬪（2020－2022）
哆啦A夢時期（成年時期）：于正昌／劉鵬傑（大山版電視）、孟慶府（SBM1）→許淑嬪（SBM2）
臺語版：曾莉婷（大雄的金銀島）
- 香港配音

通常時期：黃麗芳（1982年-今）、巫哲棋→曹啟謙（無綫版，成年）、劉惠雲、曾秀清（電影版）、馬慧琪（SBM1）
中国大陸配音
通常時期：武向彤（电影版）、劉紅韻（廣東梁穎配音版）、张耀元（央视动漫集团引进版）
- 真人版演員：內村航平（豐田汽車廣告）

小杉出生于4月14日。是大雄班级裏的班长、資優生，考試成績經常名列前茅，通常是全班第一名。他性格和善，態度謙恭，心胸寬大，長相也十分清秀，大雄也承認小杉比自己更優秀。除了功课好以外，也擅长体育，在大山版《緊急替補傳聲筒》的故事中帮助胖虎的棒球队扭转败局。有想要的东西時，他不依赖父母，而是给别的小孩做家庭教師賺钱。小杉的興趣廣泛，喜好閱讀、打棒球、科學研究、烹飪、寫生、電玩、變魔術。擅長會計和英文，與外國笔友史密斯长期通信联络。
小杉幾乎毫無缺點，他重視科學和邏輯，並以此解釋預言或怪談。他的夢想是去未来世界，並在大雄的帮助下得以实现。此外也曾经與大雄和哆啦美一起去白堊紀。
在自己的房間内有台电话，曾因好成績遭同班同學嫉妒而被骚扰过。
與靜香的關係非常好，常與靜香一起出去玩，看書或寫生，甚至與靜香互相交換日記。雖然無追求靜香之舉動，但小杉對靜香有好感，不過在面對靜香受道具影響顯露好感時，卻表示希望能不用道具來打動對方，比起大雄想法顯得相當成熟。
由於他在作品的出場大多時候都和靜香相處在一起，因此被大雄當成情敵，但是本人對大雄並沒有競爭意識。兩人實際上也有一定的交情，當出木杉因為睡不好覺而成績下滑時，大雄拜託哆啦A夢找出了始作俑者。有時大雄與哆啦A夢也會拉上出木杉用道具玩樂，在《人類書皮》的故事中也曾將他帶到未來世界遊玩過。
除了靜香，在故事裡與其他主要角色（哆啦A夢、大雄、小夫、胖虎等）的交流比較少見，不過受到邀請時也很樂於加入大雄或其他同學的活動，另外故事中 也看的到眾人主動找他請教功課、商量事情、借書一類的情節。雖然他異性緣甚佳，但很少與靜香以外的異性互動，同時在電影版中也甚少出場。跟胖虎的關係中，因為頭腦、體能跟個性都很好，劇中幾乎不曾被胖虎欺負。在《夏威夷來了》單元中甚至出現過出木杉對亂拔秋芳洞鐘乳石的胖虎發怒而胖虎不敢回嘴的情節。不過在稅金鳥與胖虎晚餐會等事件中，接到胖虎武斷命令時多半也會與鎮上的孩子一樣不得不遵守。
在《大雄的結婚前夜》中與大雄、胖虎、小夫等一起喝酒慶祝，40卷《奪回靜香》中出差時會把孩子託給大雄家照顧，在成人與眾人的關係似乎也相當不錯。
出木杉母親
- 日本配音：丸田麻里

《限時傻瓜彈》發出怪叫。
出木杉未來的太太
- 日本配音：不明
- 台灣配音：楊凱凱
- 香港配音：陳凱婷

第40卷短篇〈家事圍裙〉出場，西方的女性。
出木杉英世（Dekisugi Hideyo）
- 日本配音：中村千繪
- 台灣配音：陳美貞
- 香港配音：高可慧→懸空

出木杉的兒子，和出木杉一樣喜好科學，短篇〈家事圍裙〉出木杉夫婦至火星基地出差時，曾將英世暫置大雄和靜香家裡托他們照顧，卻意外使大雄誤以為靜香並非他未來的妻子而努力地學習做家事。

## 配角
英一郎老師（先生）
- 日本配音：加藤修（1973.4 -）→雨森雅司（? - 1973.9）→澤律夫（1979.4）→加藤修（1979.6 - 9）→井上和彦（1979.10 - 1981.10）→田中亮一（1981.10 - 2005.3）→高木渉（2005.4 - ）
- 台灣配音

小叮噹時期：楊少文（巨童文化VCD）、徐健春（1984年電影版）、官志宏（1986年－1992年電影版）
哆啦A夢時期：劉傑（大山版、大部份電影版）、符爽、于正昌（大山版代理）→李世揚（水田版）、蔣鐵城（2011年劇場版）
- 香港配音：周鸞→陳曙光→馮志輝→招世亮 (電視版)/時光機：張英才、張炳強，電影版：陳永信《大雄的白金迷宮》，黃文偉《STAND BY ME 多啦A夢》

大雄班級的導師，除了在上課時會出現外，大雄等人在街上也常常會不時遇到老師。他愛喝啤酒，大山版中，有出現吸煙的情境。
神成Kaminari
- 日本配音：田中崇（1981年3月）→兼本新吾（1985年2月—1990年9月）→渡部猛（1991年3月—2005年3月）→宝龜克寿（2005年7月—）
- 台灣配音【哆啦A夢時期】：于正昇＆于正昌（大山版，同時在任）、劉傑（大山版代理）→李世揚（水田版電視）、周學禮（水田版電視，部分集數）、陳幼文（2014年電影版）
- 香港配音：梅欣→源家祥→黃子敬
- 中国大陸配音：劉曉天（1979年版：廣東梁穎配音版）[來源請求]

大雄他們常打棒球空地附近住的老人，興趣是種植盆栽植物，大雄等人常因棒球、足球、石頭或其他物品而破壞他家的玻璃或盆栽而被他罵，因為而被小朋友們稱作雷公（雷おやじ）。但是他卻從來沒把自己的盆栽加裝保護設施，也沒安裝強化玻璃。他有一個親戚的女孩瑞繪長得很可愛。神成最初是藤子不二雄作品怪物Q太郎中的人物，是主角大原家的鄰居。在大長篇中曾經出場兩次，都是扮演將哆啦A夢的道具毀壞的角色（大雄的大魔境、大雄與龍之騎士）。
Mii-chan
- 日本配音：不明（1987年5月）→不明（1991年9月）→不明（1992年8月）→真柴摩利（1993年2月）→麻見順子（1993年4月）→渡邊久美子（1994年5月—1995年8月）→中澤綠（1995年11月—1996年10月）→熊井統子（1997年12月）→瀧本富士子（1998年3月、12月）→松本幸（1998年5月、1999年6月—2004年9月、2005年3月）

為哆啦A夢的女朋友，住在三丁目，時常讓哆啦A夢給予幫助。大山版的毛色是灰色，水田版改為乳白色，頸部綁著蝴蝶結。
田中安雄（ケン一、少年A）
- 日本配音：白川澄子→真柴摩利→佐藤智惠、松本幸、佐藤佑子（—2005年3月）→丸田麻里（2005年4月—2008年12月）→大本真基子→樹元織江→新井里美（2012年4月）→高木禮子→未知（2014年6月）→池田果奈子→慶長佑香
- 台灣配音【哆啦A夢時期】：許淑嬪（大山版）、陳美貞（大山版代理）；林美秀（水田版電視，第1集-364集）→穆宣名（水田版電視，第365集至今）；陳凱莉（2012年電影版）；錢欣郁（2019年電影版）；徐瑀甄（2020年電影版）
- 香港配音：沒有固定配音員（1982年-2008年）、許盈（2009年-2019年）→袁淑珍（2021年-）
- 中國大陸配音：鄧紅（1979年版：廣東梁穎配音版）[來源請求]

大雄的同學，總是戴著帽子，經常與其好友春夫一起出場。害怕的東西是鬼怪，同樣很怕胖虎，興趣愛好是讀漫畫以及與春夫一起練習棒球。也有上補習班，但時常會偷懶去書店看漫畫。名字出現在第9卷『尋人徽章』。在動畫版里沒有名字，稱為「少年A」。身高大概142公分 體重38公斤但是在配音員變更前的最后一集里出現了「田中」的名字。
春夫（はる夫、少年B）
- 日本配音：青木和代、佐藤智惠、丸田麻里、佐藤佑子、松本幸（—2005年3月）→山下亚矢香（2005年6月—2007年1月）→丸田麻里→大本真基子→梅田貴公美→中司ゆう花（2010年8月）→未知（2014年6月）→福井美樹→矢口麻美（2018年10月—）→慶長佑香
- 香港配音：沒有固定配音員（1982年-2008年）、林丹鳳（2009年-2012年）→黃淑芬（2012年-2016年）→吳羨婷（2016年-2019年）→沈小蘭（2021年-）、魏惠娥（代配）
- 台灣配音【哆啦A夢時期】：劉傑、于正昇、許淑嬪、陳美貞（大山版，2020年電影版）；宋昱璁（2012年電影版）；徐瑀甄（2019年電影版）
- 中國大陸配音：廖春玉（1979年版：廣東梁穎配音版）[來源請求]

大雄的同學，比較胖，經常與其好友安雄一起出場。興趣是抽獎和棒球，害怕的東西是蜘蛛。飯量是相當的大。有時會附和胖虎和小夫去作弄大雄，但同樣很怕胖虎。從繞城一圈馬拉松的結果看，體力不如安雄，但強過小夫。曾經把摳出的鼻屎團成一個球。名字出現在17卷『銅鑼燒·電影版·已經預約』，在動畫版裡沒有名字，大概身高大概150公分體重52公斤，被稱呼為「少年B」。在原著漫畫中，出現次數多過出木杉，而略少於安雄。

## 其他角色
小莉（ノンちゃん）
- 日本配音：野村道子（1979年5月）、不明（1987年3月）、倉田雅世（2007年4月）、五十嵐裕美（2017年10月）
- 台湾配音：雷碧文（2011年）、连思宇（2021年）
- 香港配音：樂蔚（大山版《叮噹》，1982年）、林元春（大山版《多啦A夢時光機》，2006年）、黃紫藍（水田版，2011年）、凌晞（水田版，2023年）

大雄的童年玩伴，動畫第317話，因為爺爺的緣故，而回到美國去了，本身也喜歡大雄，由於胖虎與小夫欺負大雄的關係，威脅說如果不欺負小莉就要告訴大家大雄喜歡小莉，大雄膽小照做了，並且拿走她一隻紅鞋，原本想還鞋子回去跟小莉道歉，但很不巧小莉回美國了，因此那隻紅鞋大雄一直留到長大，為此回憶愧疚不已，最後哆啦A夢願意幫助大雄，坐時光機回到過去，把大雄用時光包巾變回小時候，將小莉的鞋子歸還並且道別，兩人也終於和好如初。
片倉輔助（片倉サブロー）
『哆啦A夢』原作連載初期登場的大雄的同班同學，禿頭的男孩子。第1卷『かげがり』、第7卷『手足七本目が三つ』（現在的標題：『ねこの手もかりたい』）』登场。父親是學者（第4卷『ソノウソホント』），專業領域不明。年幼的弟弟在（5卷『ばっ金箱』）登场。名字：「おれ」。
野貓小黑（のらネコのクロ）
- 日本配音：不明→花藤蓮（2018-）

居住在大雄所在城市的野貓，經常偷東西，吃過大雄的金魚、靜香的金絲雀和哆啦A夢的銅鑼燒。很貪婪，曾經被大雄用秘密道具『運動神經控制器』變成機器人，代價是十條小魚干。服用過動物變身報恩藥水后，顯示其為女孩。（但該道具的特色是會變為女孩，所以不能就此確定牠原本的性別）另外有將偷來的東西藏在空地水泥管后的癖性。
野狗小黑（のらイヌのクロ）
- 日本配音：不明

樣貌有些像狼，毛髮黑色（在動畫版裹有時是帶黒色的灰色、藍色、或茶色）。經常咬傷大雄。在2005年版動畫中，改為家犬，而不是野狗。
小池
- 日本配音：山崎たくみ→二又一成（1996. 12）→拡森信吾（2001. 5—2004）

總是在吃拉麵的角色，其外貌以另一漫畫家鈴木伸一為藍本。有太太和兒子，長得幾乎一模一樣（1卷『哆啦A夢的大預言』），有一頭鬈髮。通稱為「小池」（4卷『スケスケ望遠鏡』）。原本是作者作品《小鬼Q太郎》中的人物。
書店老闆
- 日本配音：加藤正之（1980. 4，5）→肝壁和也（1981. 4）→田中崇（1981. 6）→加藤正之（1986. 5）→不明（2002. 2）→不明（2006. 12）
- 香港配音：林國雄（1987年-今）→潘文柏

大雄經常在他的書店裏白看漫畫。書店的名字不明。在13卷『悪魔護照』、22卷『税金鳥』、23卷、35卷裡登場。戴眼鏡，經常用雞毛撣子驅趕白看的人。
有人买书的话眼神就会变得很和善。除了他以外幾個人書店的叔叔也登場了，登場回數 原作·動畫片比他多1號。他的店與大書店不同，是私人經營，由于預算窘迫，書都沒有用乙烯樹脂包裝。因而，每次遭受灾祸（被書店老闆打）的都是大雄，很多孩子站著阅读，而不买书。从经营者方面，这些成为经营不振的元凶，都被他用拖把赶了出去，经常有少年被他用拖把趕走。他的書店曾經被扒竊過（單行本第38卷『進入無人地的飲料』）。
木鳥高夫（きどり たかお Kidori Takao）
大雄的同學，性格與小夫類似，因此有些討人嫌。曾經在電視節目「兒童歌唱比賽」中出場。另外還在哆啦美系列電影版裡出場過。是他的綽號。曾經與大雄公開辯論尼斯湖有沒有水怪。在朝日電視台版裡，他出場的短篇小故事中角色被小夫替換。
藤雞不二雄（フニャコフニャオ）
- 日本配音：矢田稔（?）→田中康郎（1990. 2）→不明（1995. 8）→不明（2002. 2）→緒方賢一（2005. 10）→辻親八（2018. 04）
- 香港配音：朱子聰（水田版）

劇中出現數次的漫畫家。名字為戲仿作者本人。經常為自己畫不出某些作品的故事發展而苦惱，大雄曾在道具〈萬用職業證明〉的影響下代替他畫漫畫。
島山明（島山あらら（しまやま -）Shima Yama Arara）
- 日本配音：屋良有作

以暢銷漫畫作品《機器娃娃》成名的漫畫家，大雄為了要看他畫的續集就想當助理不過未成。後來大雄與哆啦A夢兩人商討之後就決定出手幫助，在海報工作室內以加快速度的情形下畫了許多份量的連載作品。
名字戲仿自當時正在創作《怪博士與機器娃娃》漫畫作品的鳥山明。
寺野
- 日本配音：茶風林（1990.6）→櫻井敏治（1990.9-）

胖虎棒球队的死对头寺野棒球队队长，跟胖虎棒球队最大不同点在于寺野棒球队是经常赢，而胖虎棒球队经常输。
会社社長
- 日本配音：田中崇（1979. 12）→佐藤正治（2004. 5）

在1973年12月發售的『小學六年級』（1974年1月號）中的漫画『不被招待的客人』登場。（單行本第11卷改為『把討厭的客人趕走的方法』。）是伸助公司的董事長。名字不明。因为疲勞於在新年來寒暄的客人和關聯公司的交往，所以跑進野比家。
伊藤翼（いとう つばさ Itou Tsubada）
- 日本配音：野村道子（1982.12）→荘真由美（1985.11—1986.8）→深雪さなえ（1992.11）→池澤春菜（2003.3）→倉田雅世（2006.5）→茅野愛衣（2023.11）
- 台湾配音：许淑嫔（大山版）→雷碧文、连思宇（水田版）
- 香港配音：蔡惠萍（大山版第977話《大明星的秘密》，1991-1992）、張頌欣（水田版）

作品中最常出現的中學少女藝人，台灣1979年版動畫又稱「丁小鳳」，是主角們喜愛的偶像。2010年內容中貓頭鷹媽媽機器人曾一度以郭雪芙稱呼。
有一名非常尊敬但年紀很大的恩師，曾為了探望他頻繁出現在大雄居住的城鎮而被狗仔隊盯上過。
星野瑾（星野スミレ/ほしの スミレ，羅馬字/英語：Hoshino Sumire）
- 日本配音

大山版：不明〈全能通行證〉（1979年7月26日）→栗葉子〈哆啦A夢・Q太郎・小超人〉（1980年4月8日）→橫澤啓子〈照影相機〉（1980年4月30日）→かないみか〈注目燈〉（1993年5月28日）、〈第二隻泥鰍〉（2002年5月31日）
水田版：松井菜櫻子〈全能通行證〉（2005年5月6日）、〈人氣歌星的人形印〉（2007年7月13日）、〈獨家！和大雄的秘密約會〉（2007年7月27日）
- 台灣配音：許淑嬪（大山版〈引人注目燈〉、〈第二隻泥鰍〉）→姚敏敏（《小超人》動畫版、新哆啦A夢前52集(〈全能通行證〉)）→雷碧文（〈大明星烏漆抹黑〉、〈獨家！大雄的秘密約會〉）
- 香港配音：雷碧娜（《小超人》動畫版）、張頌欣（水田版）

是《哆啦A夢》中多次出現的明星角色，為大雄、哆啦A夢、靜香都很喜歡的明星，並多次在作品中出現。事實上她其實正是姊妹作品—《小超人》中成年人的三號小超人，在該作中她常被稱作「パー子」（羅馬字：Pāko/英語：Parko， 中文版譯作叮噹妹、飛人姑娘、炫風女超人等）。
音譯星野施蜜蕾，又名星野美妮、艾蜜莉，她首次登場是在1977年4月號的《小學五年生》連載的短篇〈全能通行證〉。大雄和靜香在電影裡看到她，大雄就提議用萬能通行證去她家找她。因道具的效果，兩人在失效之前跟她聊得很高興。
〈送貨電話〉中又在電視上出現，大雄一度想用送貨電話把她叫來，被哆啦A夢阻止。
〈倒放相機〉中，大雄曾經放假星野瑾立體映像來騙小夫和胖虎，但後來靜香說她出國拍外景了，才知被騙。
〈照影放映機〉中，先是小夫聽說她不好的八卦消息讓大雄很擔心，因此要哆啦A夢幫忙調查，用該道具照出她的影子來觀察，發現她白天都在工作不可能約會，直到晚上回家受到驚嚇，兩人覺得不對勁趕到她家，原來是演配角的落目ドジ郎闖到她家，還說外面的謠言（說他和星野瑾早就結婚了）都是他放的，還賴著不肯走，及時趕到的兩人用手影子把他嚇跑，她很感謝他們，並跟他們聊天，講到她真正喜歡的人在很遠很遠的地方。
〈注目燈〉（台灣-大山版：引人注目燈/水田版：獨家！和大雄的秘密約會）中，星野瑾持續被一個現場轉播記者追縱八卦，而大雄剛好因道具影響被人追趕時遇上正在開車的她，兩人一起到海邊去散心，剛好她戴的項鍊掉了，大雄幫她撿起，因此講到了項鍊照片上的人才是她真正喜歡的人（上面是1號小超人須羽滿夫兒時照片）（大山版动画換成了別人的照片），說他是個「親切而有正直之心的人」、「雖然到了很遠的地方，但總有一天會回來的」。
其他
另外小時候的星野瑾和須羽滿夫、布比在大山版動畫萬能機場中亦曾出現，在飛行期間被機場吸引。
大山版〈第二隻泥鰍〉中大雄用同名道具讓自己被電影錄取，以便跟主演星野瑾對戲。
在電影《哆啦A夢25週年紀念日》中有出現。
衍伸作品〈哆啦．Q．小超人〉中有以三號小超人樣貌出現。
水田版動畫片尾〈F組大集合〉中以三號小超人樣貌登場。
水田版动画〈万能机场〉中以三号小超人样貌登场。
水田版动画〈人気スターが真っ黒け〉（直譯：人氣明星變漆黑、台：大明星烏漆抹黑、港：污黑的明星）中，哆啦A夢與大雄用道具─「人形墨水和印紙」（台：人形拓印墨水和紙、港：體印油墨和用紙），到電影《波爾多之淚》（台：布魯圖之淚、港：灰甲之淚）的攝影棚印下她的人形。
2011年為配合《新‧大雄與鐵人兵團》上映，小学馆授权知名科幻作家濑名秀明执笔出版的首部同名小說《大雄与铁人兵团》中，因偶然的机会得知了大雄等人正在孤军奋战的秘密，成为了唯一愿意相信他们的成年人。得知他們的处境后，她尽力找到並给了因孩子失踪而陷入恐慌的家长一点慰藉。
2014年電影版《新・大雄的大魔境》中哆啦A夢壁櫥裡有她海報。
2014年3DCG电影《STAND BY ME 哆啦A夢》中出現三次，哆啦A夢的壁櫥上貼有她的海報；大雄在未來結婚前夕匆忙趕到的飯店跑馬燈出現她的名字；兩人在空中時一旁大樓出現她代言的廣告。
2014年6月20日播出的水田版〈物物交換機〉 (ぶつぶつ交換機)中，有人拿出星野的親筆簽名CD參加競標，目標為換到觀星望遠鏡。
2017年電影版《大雄的南極冰天雪地大冒險》中，哆啦A夢在看的電視有出現她廣告。
丸井瑪莉（丸井マリ/まるい マリ Marui Mary）
- 日本配音【大山版】：横沢啓子（1980.1）

日本配音【水田版】：野中藍（2016.2）
- 台灣配音：連思宇〈我是瑪莉〉
- 香港配音：陳皓宜（水田版）

簡稱：マリちん，中國大陸又譯作丸井真理，青文舊版譯作王美麗，是《哆啦A夢》中的一個明星角色。其名稱為戲仿自真實的明星天地真理（發音十分近似） 是哆啦A夢的最喜歡的明星之一，收集了很多她的照片，另外大雄胖虎小夫也很喜歡她。
因為被媽媽逼著工作，每天排了很多行程，因此對於演藝事業感到厭倦，因在公園拍外景時躲在水管裡睡覺被大雄和哆啦A夢看到，邀請她到家裡休息，大雄和跟她交換身份過過作明星的癮（水田版因大雄會毀瑪莉形象，後來哆啦A夢接替瑪莉工作）。最後因為太辛苦，大雄又和丸井的媽媽交換，她媽媽親身體驗之後，終於了解她的辛苦，而不再逼她工作了。（見短篇〈我是瑪莉〉）
咚鏹村的霍伊（ホイ）
- 日本配音：松尾佳子→南央美（2006年）
- 香港配音：區瑞華（1979年版）

1984年放送的動畫「咚鏹村的霍伊」中登場的小矮人少年。8年后的電影版「大雄與雲之王國」中再度登場。
机器鸭 ガチャ子
- 日本配音：堀絢子（1973）

因為害怕哆啦A夢沒有依靠的世修，急忙從未來送了幫助型機器人鴨型機器人。在原作連載初期中的幾個月內登場。道具從嘴裡吐出來。動畫版只有在日本電視台版登場，但後來作者設定是決定將之刪除。
虎A夢（トラえもん）
- 日本配音：山本圭子（1979）
- 台灣配音【哆啦A夢時期】：陳美貞

新銳動画版放的原創人物，來自未來的反派角色。體色為老虎花紋。性格自大，非常喜歡惡作劇和賺錢。但后來消失了。
時光巡邏隊（タイムパトロール）
又譯作時空警察、時間巡邏隊、時光特警或航時巡警（中譯），是漫畫哆啦A夢的未來世界中，為了防範刻意回到過去或未來竄改時間歷史的罪犯，而成立的一組巡邏隊，被視為時間的管理者，總部在23世紀。該組織依據航時法避免時光犯罪以及逮補時光犯罪者，只要有人刻意竄改了過去的歷史一經發現的話，時光巡邏隊會將之逮補。除了抓犯人之外，也有時會擔任到特定時代救援的工作。例如在〈石器時代的旅館〉中救了大雄一行人。
最初出現於1971年3月號的〈哆啦A夢回到未來〉，也多次於大長篇/電影版結尾出場逮補犯人解救大雄一行人。
在《2112年哆啦A夢的誕生》中，提到哆啦小子因為槍法而被時光巡邏隊錄用。
河太郎
- 除了《多啦A梦S历险记特别篇4》之外，从没出现过。特徵是戴著一頂草帽，穿著挖空背心配短褲。

大雄在住在乡下的亲戚家的村子交的朋友。但不幸在3年前，大雄和他原本约好在河边玩，但却发高烧，不知情的河太郎在河边等了很久，结果不小心跌进河里而丧命。河太郎死後3年，多啦A梦不經意的使用了土之心，將河太郎的靈魂喚醒，與大雄一起玩耍，並且教會了大雄游泳，就在當晚河太郎的屍體被村民發現打撈上岸，多啦A梦認為是河太郎一直守著當初的約定，在這麼冷的河底下等了大雄3年。
茂手持夫
- 日本配音【大山版】：大塚瑞惠（1979年）
- 日本配音【水田版】：高城元氣（2006年）→下野紘（2022年）
- 香港配音：袁淑珍（2009年）

喜歡畫漫畫的少年，戴著眼鏡，是作品後期小珠(胖妹)愛慕的對象。
比爾·馬尼
- 日本配音：渡邊明乃
- 香港配音：魏惠娥

2015年動畫原創人物。因父親在日本工作而轉學到大雄班上的外國金髮少年，由於自己的身家財產無意間比過小夫家而讓小夫眼紅，最終也因父親調職而轉學。
島田文
- 日本配音：大本真基子
- 香港配音：沈小蘭

一位喜愛打棒球、出身於隔壁鎮上中學校的少女。曾經在胖虎棒球隊人手不夠時主動來幫忙，雖然中途因紅鶴四腳朝天器道具的效用而突然滑倒，不過在最後一局也幫胖虎棒球隊獲得勝利，當胖虎提出邀請時以隔天將轉學至富山縣讀書為理由婉拒。
貴子
- 日本配音：新谷良子
- 香港配音：成瑤孆

於2011年6月播映的《新曲發表，胖虎好讚》篇章中登場，一位某日從隔壁學校來到大雄家附近的空地聽胖虎唱歌、唯一一位對胖虎的歌聲特別喜歡的國中生少女。擅長體育比賽的撐竿跳項目，擁有可以參加當地舉辦的運動大會的實力。由於是唯一喜歡聽胖虎歌聲的人所以是胖虎粉絲俱樂部中最活躍的忠實粉絲，最後在運動大會上成功刷新個人紀錄時，表示說是因為胖虎的歌聲跟他以前養的愛犬叫聲相似。
龍宮姬子（竜宮姫子（りゅうぐう ひめこ））
- 日本配音：本渡楓
- 香港配音：張頌欣

大雄被強迫幫同班同學送書包回家的路上遇到的小女孩，外表為大雄特別喜歡的類型，而他的家中設計與裝飾與童話浦島太郎的龍宮相似。
不笑子（ムス子）
- 日本配音：青木和代（1979年版）→美名（2005年版）
- 香港配音：張頌欣（2022年）

與大雄同班的臉上經常嚴肅地面露憤怒的女孩子。由於從每個校內活動到校外旅行的照片中經常繃緊臉的關係，也讓多啦A梦開始想讓他露出笑容。後來本人曾表示自己在看校外旅行幻燈片時有笑了一下，只是表情非常不顯眼。
多目
- 日本配音：井上和彥（1981年1月）→沼田祐介（2007年8月）→愛河里花子（重製版，2015年10月）
- 香港配音：蔡惠萍（2013年）／謝潔貞（2021年）

某日轉學到大雄班上的普通少年，雖然外表普通但學業和體育成績比大雄還差，曾被大雄推薦去打棒球，但因表現不好而差點被胖虎挨揍。
皮隆
- 日本配音：阪口大助（2005年版）
- 香港配音：李震權

於2009年《歡迎來到地底世界》篇章中登場，大雄以祕密結社徽章來到地底世界後，用生物黏土創造出來的第一位地底人。
瑪麗亞（マリア）
- 日本配音：川田妙子
- 香港配音：張頌欣

於2011年《歡迎來到大雄飯店》內容登場，大助任職的公司上級所邀請的外國客戶羅伯特的女兒。雖然最後因為多啦A梦害怕老鼠的情形下使大雄飯店的一切穿幫，但臨走時表示很喜歡，以後會再來大雄家作客。

### 外星人、未來人、古代人相關
綠蒂／羅蝶·孟豪森（ロッテ・ミュンヒハウゼン）
- 日本配音：橫澤啟子（1979年7月）→鷹森淑乃（1986年4月）→桑島法子（2008年12月）→菲魯茲·藍（2023年9月）

於漫畫第12本的《幫幽靈城堡搬家》故事中登場。
身為500年前以上建立孟豪森城堡的埃里希·馮·孟豪森男爵（聲：大塚芳忠）後裔的女性德國人。年齡未知，從會騎重型機車來看年紀約18歲以上，童年時代於城堡內長大，雙親過世後成為城主，由於受房屋稅等相關經濟問題影響，曾無奈想過是否要放棄該城堡，現居住在距離城堡80公里外的城市曼海姆。
約瑟夫（ヨーゼフ）
- 日本配音：立壁和也（1979年7月）→西村知道（1986年4月）→大川透（2008年12月）→松山鷹志（2023年9月）

羅蝶的叔父，同為埃里希·馮·孟豪森男爵的後裔之一，職業是律師。不太尊敬自己的祖先，對於城堡則有「這個破舊的城堡就算能免費賣出也是多餘的！」的評價。
山羊男（ヤギオ）
- 日本配音：若本規夫
- 香港配音：朱子聰、招世亮、周倚天

於2009年《驅逐外星人》篇章中登場，正在宇宙某處的餐廳吃飯的途中被大雄的未知接觸機請來的山羊型外星人。
由於是性格偏激且喜歡吃紙的亞基基星人，稍微有甚麼不滿就會召集同伴摧毀地球的關係，一度讓大雄與多啦A梦極度緊張，當忽然吃到大雄的零分考卷後覺得非常美味就呼朋引伴而來，然而在約定的三天後大雄考一百分回來，搶到考卷後吃下去時反而覺得很難吃下匆忙離開。
貝魯
- 日本配音：折笠富美子

2008年特別篇《多啦A梦的藍眼淚》登場的女性貓形機器人。為了要尋找被卡西魯率領的組織所奪走的位於他男友心臟部位，被稱呼為「藍眼淚」的寶石，於是在白天時偽裝成未來都市內賣花的花店店員，晚上則變裝成怪盜來追查寶石的下落。
露莉
- 日本配音：釘宮理惠

由多啦A梦從22世紀引介而來，未來百貨公司最受歡迎然後來當大雄知心好友的金髮女性身形好朋友機器人。
羅拉
- 日本配音：金井美香

僅在舊版動畫登場，由多啦A梦從22世紀引介而來，未來百貨公司最受歡迎然後來當大雄知心好友的黑髮女性好朋友機器人。
貝索A夢（ベソえもん）
- 日本配音：神代知衣

特別篇【對決！貓型機器人VS狗型機器人】中與力量A夢一起出場，哆啦A梦的機器人學校同期生。生日與哆啦A梦相同為2112年9月3日，均為同一家廠商製造的產品。
戴朋·亞歷克斯（デボン·アレックス）
- 日本配音：三木真一郎

動畫原創人物。在2012年〈跑吧哆啦A梦！宇宙賽車錦標賽〉章節登場的貓形雷射機器人，曾經是上一屆錦標賽優勝者，因為被許多人認為是本屆賽車錦標賽的優勝候補，所以相關支持者也相當多。
岩太
- 日本配音：竹內順子

在2012年特別篇〈感恩監獄大逃脫〉內容中登場的22世紀未來小學生，同時也是級任老師一刻的學生之一。性格是相當不受教的任性且狂妄，由於跟兩名朋友一起惡作劇之下跟哆啦A梦發生事故，在不肯道歉的情況下被身為班導的一刻給抓到，送入了感恩監獄內。故事最後因為深刻反省下成功逃脫出感恩監獄，與班導一刻握手言和。
薩布
- 日本配音：玄田哲章
- 香港配音：招世亮

在2016年特別篇〈幻想野生動物公園與約定的笛子〉內容中登場的資深幻想野生動物公園巡守員。行事作風嚴格，但有者在完成一天工作後會慰勞對方與加油打氣的溫柔的一面，說話時總是會說兩次意思相同的日文或英文詞彙。在剛出生的彩虹獨角獸小桃（聲：豬口有佳）被兩名盜獵高手盯上時，由於腰痛的老毛病復發需要休養的關係，所以後續的巡守工作由哆啦A梦負責。
科尼
- 日本配音：加藤英美里

在2016年特別篇〈天才大雄的飛行船遊樂園〉內容中登場，來自22世紀的遊樂園「科尼公園」的後代女孩。
德古拉機器人（ドラキュラロボ）
- 日本配音：宇垣秀成
- 香港配音：李錦綸

在2008年5月推出的〈哆啦A梦大戰吸血鬼〉內容中登場，由回聲博士製作的吸血鬼型機器人。其外表和動作如同德古拉，然後想企圖支配22世紀的世界並把博士囚禁於地下牢獄、以哆啦美為開端使該時代的機器人感染吸血鬼病毒以增加同伴，同時也將包含世修在內的人類給全數囚禁。最後被胖虎的歌聲以及靜香的拉小提琴聲給壓制，在陽光下被消滅。
妮娜
- 日本配音：坂本真綾

於2013年特別篇〈深夜中的巨大哆啦狸貓〉登場，為追蹤從太空船脫逃的猛獸蒙克而來到地球的太空警察隊員少女。騎乘著外型取自狐狸的摩托車移動機械，但缺點是該機器時常故障。其本人也是小超人帕門的忠實粉絲，遇到同樣是粉絲的大雄之後一拍即合。
拉姆西斯二世（ネムセス2世）
- 日本配音：田村睦心

於2017年《神秘的金字塔!?埃及大冒險》內容中登場的古埃及王國王子。由於在父王去世後被身為大臣的瓦爾艾夫奪取該國政權，雖然自身已經被囚禁在金字塔內但在意外下獲得跨越時空到此處的大雄與多啦A梦的幫助。在多啦A梦的協助下再次向瓦爾艾夫挑戰，中途一度陷入苦戰，但在最後成功打倒瓦爾艾夫。
宮本武藏（宮本武蔵（みやもと むさし））
- 日本配音：堀內賢雄（1979年版）／水島裕（2005年版）
- 香港配音：陳廷軒（2008年）／張方正（2019年）

胖虎非常喜歡的知名劍客。由於胖虎要跟大雄上演一場宮本武藏對上佐佐木小次郎的知名戰鬥、然後大雄要去古代向他借膽子的路上剛好碰面，見識到大雄用電光丸誤打誤撞擊倒馬面家族的部下時，決定要跟隨大雄為師。水田版動畫顯示長大後前往巖流島決鬥前與大雄比了一場，構成了為何會遲到的原因。
灰姑娘＂仙杜瑞拉＂（シンデレラ）
- 日本配音：矢島晶子（新版，2010年）→山崎遙（2017年）
- 香港配音：何寶珊

原為靜香自家播放的錄影帶影集《灰姑娘》中登場的女主角。但因為誤闖穿梭隧道而從錄影帶中來到現實世界，又在誤打誤撞下被路過的電視台製作人（聲：堀內賢雄（日本）、馮錦堂（香港））看上，當了一段時間的電影演員。最後回歸錄影帶內阻止王子和小珠成婚。
伊莉莎白（エリザベス）
- 日本配音：三森鈴子
- 香港配音：成瑤孆

大雄因為跟多啦A梦吵架而賭氣來到西部拓荒時代時遇到的女孩，為當地小鎮的鎮長（聲：玄田哲章（日本）、陳永信（香港））的親女兒。
葛恩
- 日本配音：生天目仁美

大雄與多啦A梦來到冰河時期練習溜冰時所遇到來自烏帕帕部落且個子告大的少女，初次看到大雄的溜冰技術後就想跟大雄來一場溜冰競賽。雖然中途遇上許多長毛象來襲而使兩人一度遇險，但認同了大雄的能力並將村內祖傳的勇士項鍊送給大雄。
跳太
- 日本配音：津田美波

大雄與靜香在澳洲當地看無尾熊、多啦A梦在樹下睡午覺的時候，偷偷跳進多啦A梦百寶袋中的紅袋鼠，然後大雄為他命名為跳太。後來因為發現說他其實被他的同伴欺負而被迫離開，在經歷一段訓練且最終打贏後回歸。
咪亞
- 日本配音：冬馬由美

於2011年動畫原創內容《哆啦A夢短暫的一日之戀》登場，一位身為動物演員的貓咪大明星。由於性格高傲且任性的緣故，所以一開始與剛見面的多啦A梦起衝突。之後大雄利用了【真實發生的日記】道具來事先寫下了咪亞與多啦A梦兩人一起生活的相關發展，但因為不小心將日文讀音中的愉快（ゆかい）錯寫成綁架（ゆうかい）的緣故，所以真的遭到綁架。之後由多啦A梦救出、然後大雄追加日記內容寫了逮捕綁架犯的後續，與多啦A梦度過一段時間後平安地回到工作人員身邊。

## 跨作品角色

### 藤子作品角色
- 梅星球殿下（32卷『萬能機場』）
- 超能力魔美（32卷『萬能機場』、大長篇『大雄的新魔界大冒險』）
- 小鬼Q太郎（6卷『實物圖鑑』、32卷『萬能機場』、『倒霉是大雄的盟友?』）
- 神奇小子（成長後的星野堇、『哆啦A梦生日特别篇2014』）
- 21衛門（32卷『改造破舊的旅館』、『大雄與銀河超特急』）
- 變身君（9卷『我是桃太郎的什麼人？』）

### 其他作品角色
- 怪物小王子（32卷『萬能機場』、「小学一年生」1982年2月号刊載），藤子不二雄Ⓐ的作品。
- 小健，在第2卷『百發百中手相圖』中登場的小寶寶，與大雄關係不明。與同時期藤子不二雄Ⓐ連載的作品魔太郎來！！中登場的「阿部切人」相同）
- 鐵臂阿童木/原子小金剛（17卷『大雄周刊』），手塚治虫的作品。